# Station Worowo
Station Worowo is een spoorwegstation in de Poolse plaats Worowo.